# Espacio Socialdemócrata Amplio
El Nuevo Espacio fue un grupo político uruguayo, con actividad como coalición desde 1989 y fundado el 6 de agosto de 1994 como partido político. Identificado con la lista 99000 y perteneciente a la coalición Frente Amplio, en 2023 se transformó en el Espacio Socialdemócrata Amplio (ESA).

## Primera etapa
Originalmente, el Nuevo Espacio surgió como una coalición electoral del Partido por el Gobierno del Pueblo (PGP), el Partido Demócrata Cristiano del Uruguay (PDC) y la Unión Cívica. Surgió luego de la desvinculación del PGP y el PDC del Frente Amplio en mayo de 1989, liderados por Hugo Batalla. Contó además con figuras procedentes de otros sectores, como el ex tupamaro Kimal Amir (secretario de Batalla). En las elecciones de 1989 obtuvo el 8,63% de los votos, logrando 9 diputados y 2 senadores; es en este momento que comienza la carrera parlamentaria de Rafael Michelini.

## Segunda etapa
En 1994, cuando Hugo Batalla se acerca a Julio María Sanguinetti, una fracción del PGP liderada por Rafael Michelini se opuso a una alianza con el Partido Colorado y formó el segundo Nuevo Espacio como partido político independiente. El PDC, por su parte, y un sector menor del Nuevo Espacio liderado por Daniel Díaz Maynard, se incorporaron a una alianza con el Frente Amplio que se llamó Encuentro Progresista, y la Unión Cívica volvió a comparecer en solitario. En medio de un clima electoral fuertemente polarizado y con tres partidos virtualmente empatados, Michelini obtuvo una promisoria votación, cien mil votos, que le merecieron una banca en el Senado y cinco diputados. 
Durante el segundo gobierno de Julio María Sanguinetti, Michelini apoyó la reforma de la seguridad social que instauraba las AFAPs, y también la reforma de la Constitución de 1996 que instauró la candidatura única a la Presidencia.
En las elecciones de 1999, el Nuevo Espacio vuelve a comparecer ante la ciudadanía de manera independiente, ahora en un escenario caracterizado por los candidatos únicos; prácticamente repitió la votación de 1994, pero perdiendo un diputado. Además, ya se insinuaban corrientes internas: una agrupación liderada por Iván Posada y Gabriel Barandiarán presentó una lista propia.

## Tercera etapa
En 2004 el Nuevo Espacio, liderado por Rafael Michelini se alió a la coalición Encuentro Progresista, formando una nueva, que recibió el nombre de Encuentro Progresista-Frente Amplio-Nueva Mayoría. La misma salió triunfante de las elecciones presidenciales de ese mismo año con el 50,45% de los votos. Un grupo de dirigentes del Nuevo Espacio, liderado por Pablo Mieres, se opuso a dicha alianza y formó el Partido Independiente.
Luego de las elecciones, y siendo ya el partido de gobierno, todos los grupos del Encuentro Progresista-Frente Amplio-Nueva Mayoría resolvieron integrarse al Frente Amplio, aceptándose su ingreso en el Plenario Nacional del 19 de noviembre de 2005.
Desde 1989 el Nuevo Espacio fue perdiendo escaños en la cámara baja: 9 en 1989, 5 en 1994, 4 en 1999 y 4 en 2004. El diputado Gonzalo Mujica, electo por el Nuevo Espacio en 2004, se apartó posteriormente del sector.

## Trayectoria reciente
En las elecciones internas de 2009, el Nuevo Espacio apoyó la precandidatura de Danilo Astori. A fines de agosto de 2009, el Nuevo Espacio se integró al Frente Liber Seregni, junto con la Alianza Progresista, Asamblea Uruguay y otras agrupaciones.
En las elecciones parlamentarias de octubre de 2009, el Nuevo Espacio obtuvo un senador y tres diputados. Además, estuvo representado en el gabinete ministerial en la figura del ministro de economía Fernando Lorenzo.
En las elecciones parlamentarias de octubre de 2014 el Nuevo Espacio forma una alianza con la lista 738 y obtienen representación a nivel nacional con senadores y diputados.
En las elecciones departamentales de 2015 por Montevideo el Nuevo Espacio logra 2 bancas en la Junta Departamental de Montevideo, en el año 2018 una de las edilas electas Gimena Urta asume la presidencia de la misma.
Finalmente, en las elecciones parlamentarias de octubre de 2019 el Nuevo Espacio compareció en solitario, obtuvo una magra votación y apenas obtuvo un diputado por Río Negro, Constante Mendiondo. Con su renuncia, actualmente la representante del grupo político es la diputada Sylvia Ibarguren.
Ante las elecciones de 2024 el Nuevo Espacio cambió de nombre, creándose el Espacio Socialdemócrata Amplio (ESA), tras manifestar respaldo a la precandidatura de Carolina Cosse. El nuevo sector, que nace con el exministro Pablo Ferreri como secretario general y Elizabeth Villalba como presidenta, mantendrá el número de lista 99000 y el símbolo de la rosa.